# Cuscús tacat
El cuscús tacat (Spilocuscus maculatus) és una espècie de marsupial de la família dels falangèrids. És originari de Nova Guinea i de la regió australiana de la península del Cap York.